# Mari Mancusi

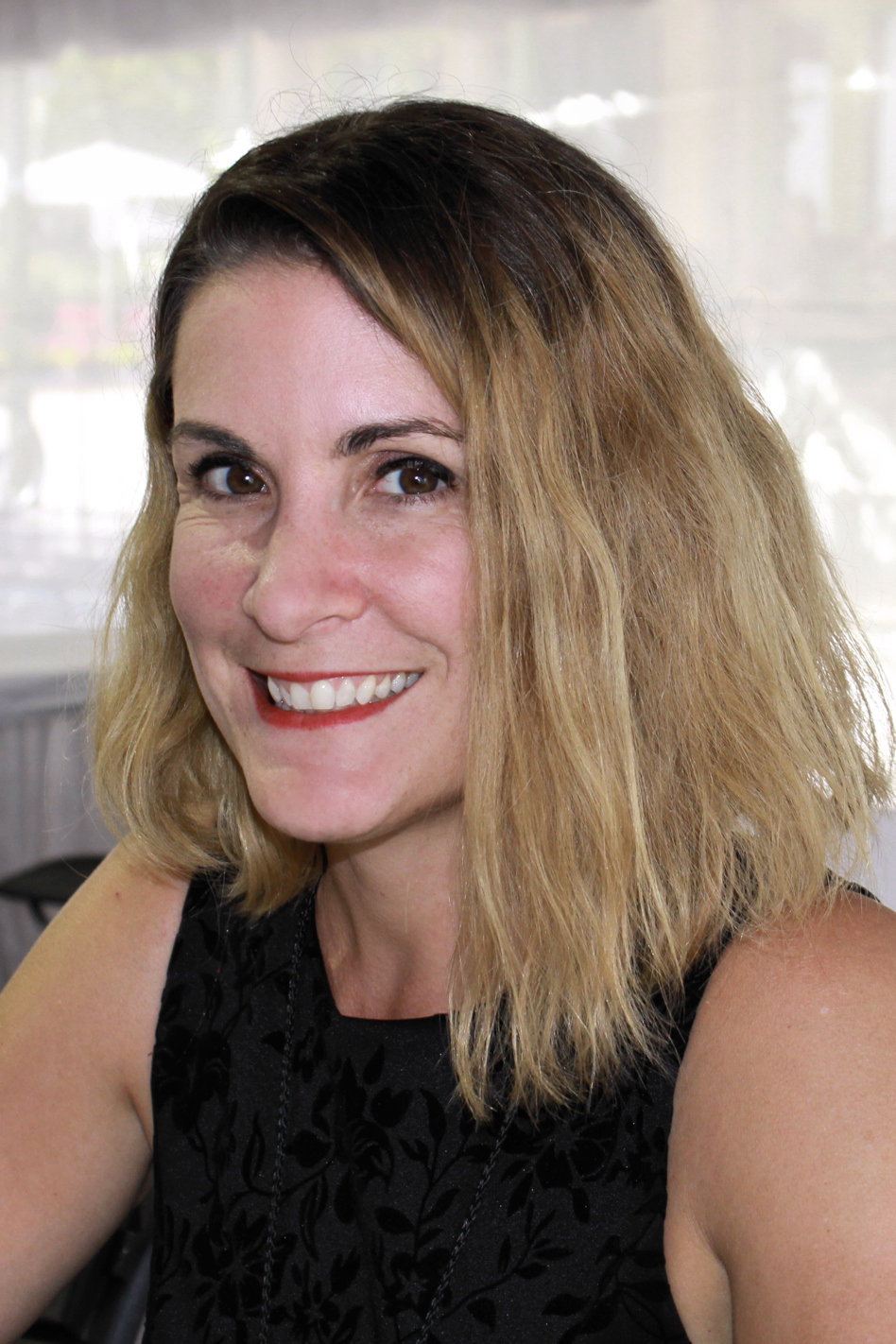
Mari Mancusi (2015)

Mari Mancusi (eigentlich: Marianne Mancusi; * 1974 in den Vereinigten Staaten) ist eine US-amerikanische Journalistin, Fernsehproduzentin und Buchautorin.
Mancusi wuchs in Haverhill, Massachusetts auf und besuchte von 1988 bis 1992 die Salem High School in New Hampshire. Von 1992 bis 1996 studierte sie Broadcasting and Film und Englisch an der Boston University. Sie schloss das Studium mit dem Grad Bachelor of Arts ab. Mancusi verfasst vor allem Vampirromane. Sie lebt mit ihrem Freund Jacob und ihrer Hündin Molly in Jersey City.

## Werke
- 2008: Jungs zum Anbeißen
- 2008: Einmal gebissen, total hingerissen
- 2009: Nur ein kleines Bisschen
- 2010: Beiß, Jane, beiß!
- 2010: Beiß mich, wenn du dich traust
- 2011: Bissige Jungs küssen besser
- 2012: Bis dass der Biss uns scheidet
- 2012: Kein Bisschen ohne dich
- 2022: Disney – Dangerous Secrets 1: Iduna und Agnarr: Die wahre Geschichte, Carlsen, 2022, dt. von Nina Ohlmann, ISBN 978-3-551-28060-2